# HD 10307
HD 10307 – gwiazda podwójna znajdująca się gwiazdozbiorze Andromedy w odległości ok. 41 lat świetlnych od Ziemi.
6 lipca 2003 z radioteleskopu Eupatoria RT-70 na Ukrainie w kierunku HD 10307 została wysłana wiadomość Cosmic Call 2, która dotrze do gwiazdy we wrześniu 2044.